# Municipio de Gusinje
El Municipio de Gusinje (serbio: Општина Гусиње) es uno de los veintitrés municipios en los que se encuentra dividido Montenegro. Su capital es la ciudad de Gusinje. Surgió como escisión del municipio de Plav en 2014.

## Geografía
El municipio se encuentra situado en el este de Montenegro, limita al norte y al este con el Municipio de Plav, al norte con Andrijevica y al sur con Albania. 

## Demografía
El municipio tiene una población de 4027 habitantes según el censo realizado en 2011, la localidad más importante es Gusinje, que cuenta con 1673 habitantes.